# ヘンリー・セニロリ
ヘンリー・セニロリ（Henry Seniloli、1989年6月15日 - ）は、RFUチャンピオンシップ、ドンカスター・ナイツに所属するラグビー選手。

## プロフィール
- フィジー・タブア出身。
- ポジションはスクラムハーフ(SH)。
- 身長 175cm、体重 75kg
- ニックネームはH[1]。
- フィジー代表キャップは29（2020年7月現在）でラグビーワールドカップ2015・ラグビーワールドカップ2019のフィジー代表に選ばれた[2]。
- 7人制フィジー代表に選ばれたことがある[3]。

## 略歴
トベルアナイツ、トレヴィーゾ、ティミショアラ・サラセンズを経て、2018年、ドンカスター・ナイツに加入。
2020年、来シーズンからコロルノに加入予定。